# Quảng trường Jan Matejko ở Kraków
Quảng trường Jan Matejko ở Kraków (tiếng Ba Lan: Plac Jana Matejki w Krakowie) là quảng trường công cộng nằm ở khu Phố cổ, tại thành phố Kraków thuộc tỉnh Małopolskie, Ba Lan. Quảng trường này được đặt theo tên họa sĩ Ba Lan nổi tiếng - Jan Matejko. Đây cũng là một trong những địa điểm tham quan thu hút du khách mỗi khi có dịp đến thăm thành phố Krakow.

## Mô tả
Quảng trường Jan Matejko nằm ở giữa 2 con phố Basztowa và Warszawska, ở khu vực phía bắc của Phố cổ Kraków. Trong khu vực xung quanh quảng trường có các địa danh và di tích văn hóa đáng chú ý, chẳng hạn như:
- Đài tưởng niệm Grunwald - được xây dựng vào năm 1910, nhân dịp kỷ niệm 500 năm Trận Grunwald. Tác giả thiết kế tượng đài này là các nhà điêu khắc Ba Lan Antoni Wiwulski và Franciszek Black. Tượng đài từng bị Đức Quốc Xã phá hủy vào năm 1939, nên sau đó công trình được xây dựng lại vào năm 1976 dựa theo thiết kế của Marian Konieczny.[3][4]
- Nhà thờ Thánh Florian ở Kraków - được xây dựng vào giai đoạn 1185 - 1216. Sau cuộc chiến tranh Ba Lan - Thụy Điển, nhà thờ được tái thiết lại theo phong cách Baroque để có diện mạo như ngày nay.[5]
- Các tòa nhà hoành tráng của Tổng cục Đường sắt, Ngân hàng Quốc gia Ba Lan và Học viện Mỹ thuật.

## Hình ảnh

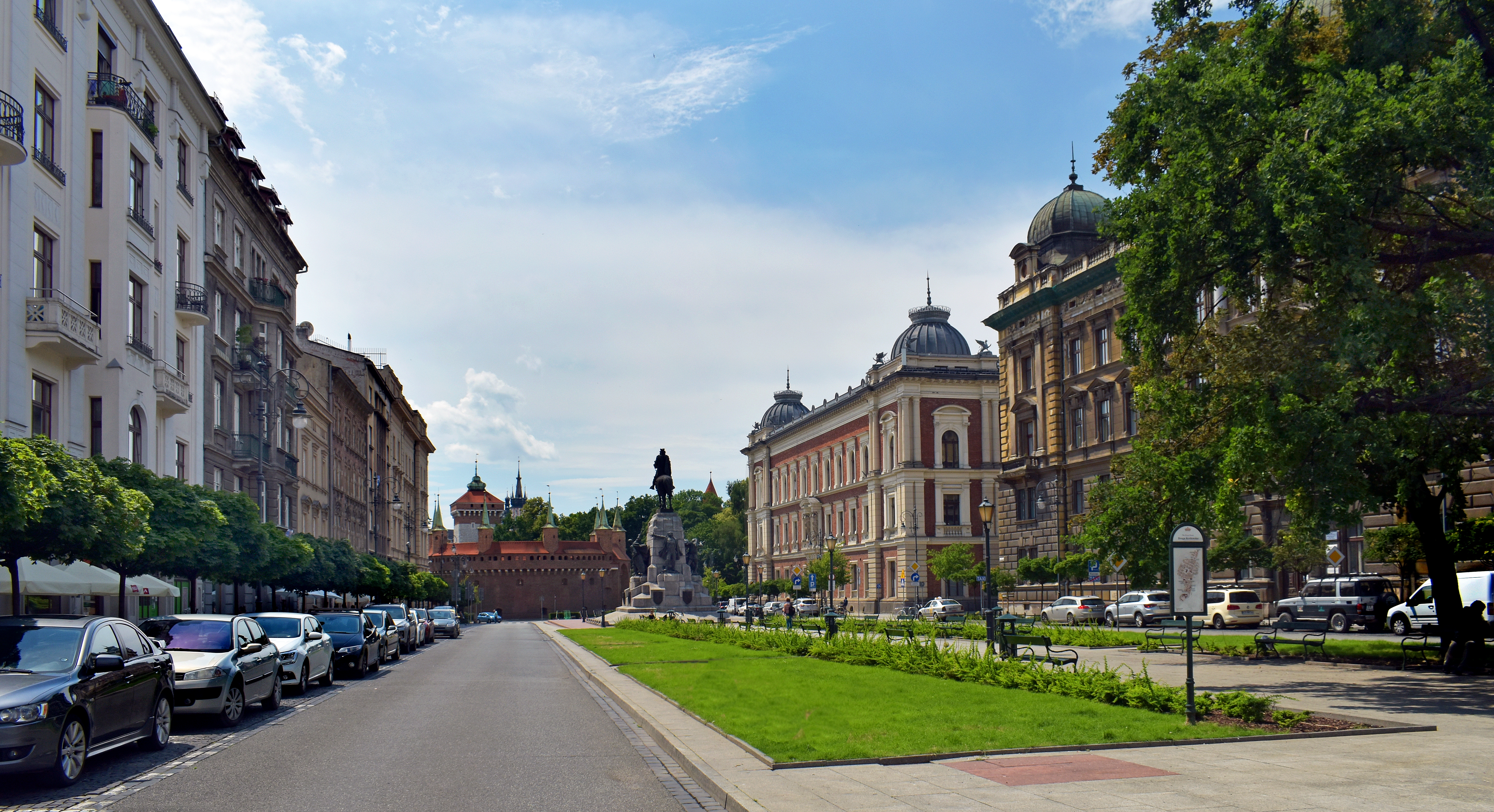
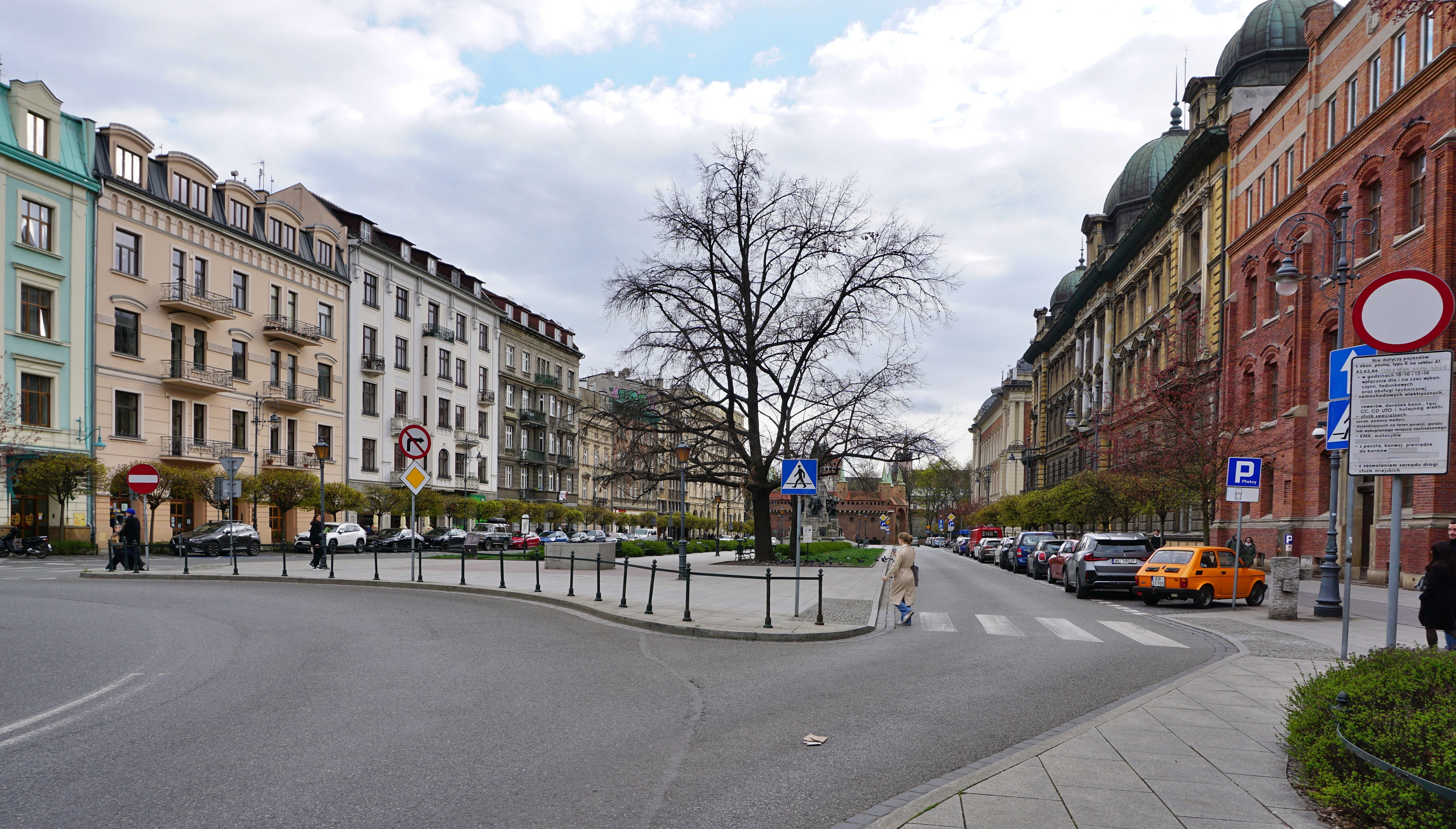
Nhìn từ phố Warszawska
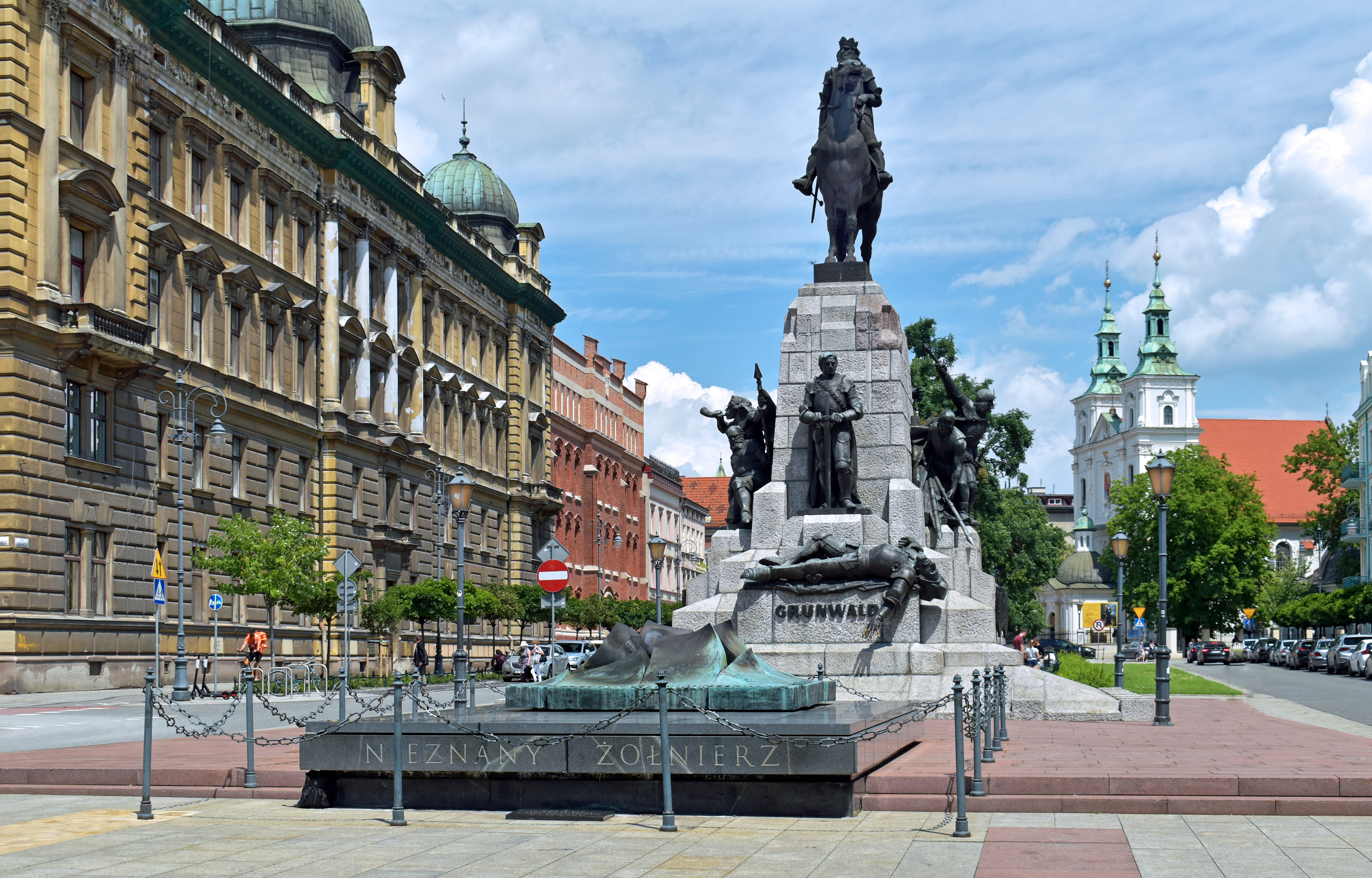
Tượng đài Grunwald (2020)
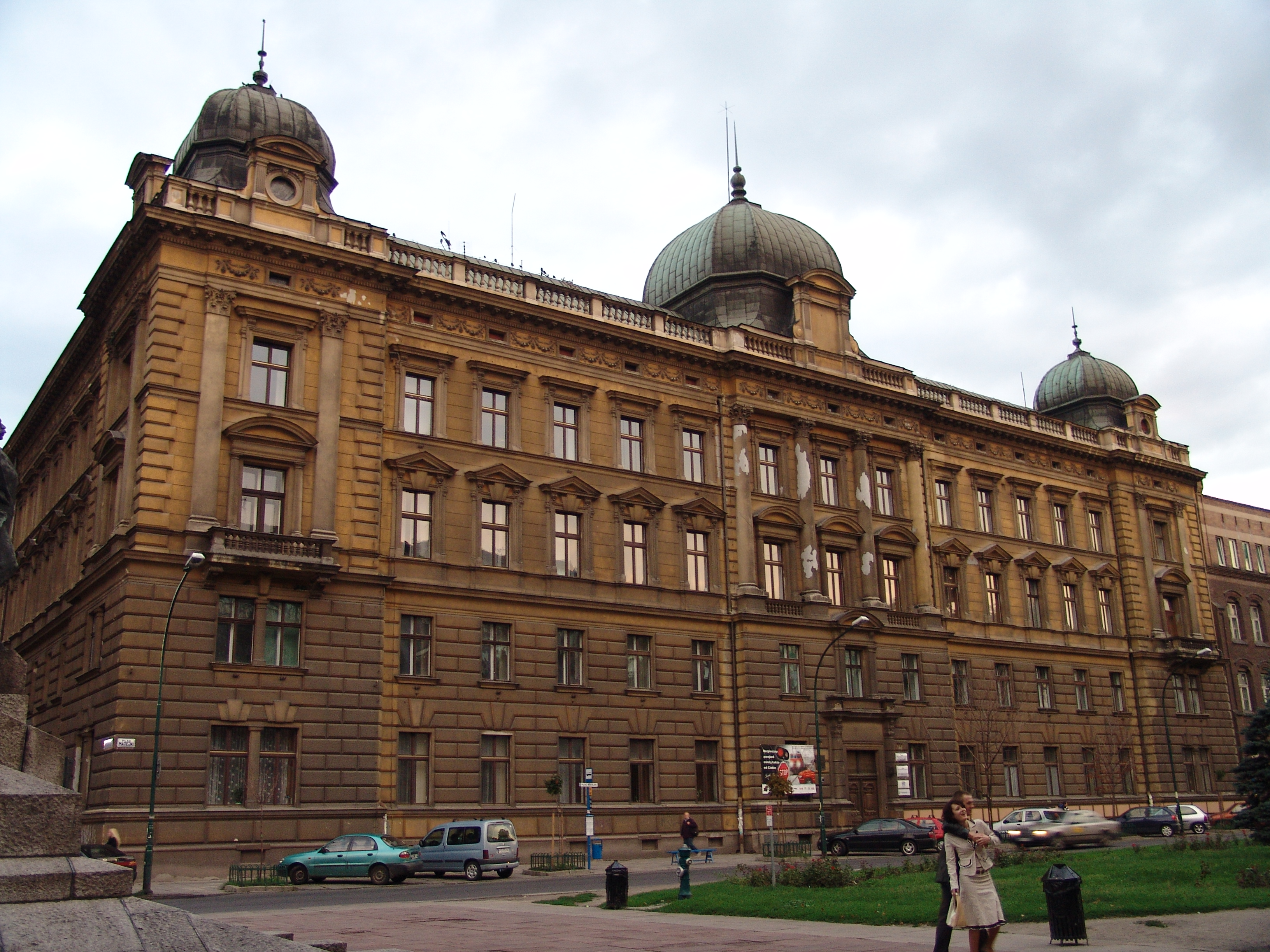
Tòa nhà Tổng cục Đường sắt (2006)
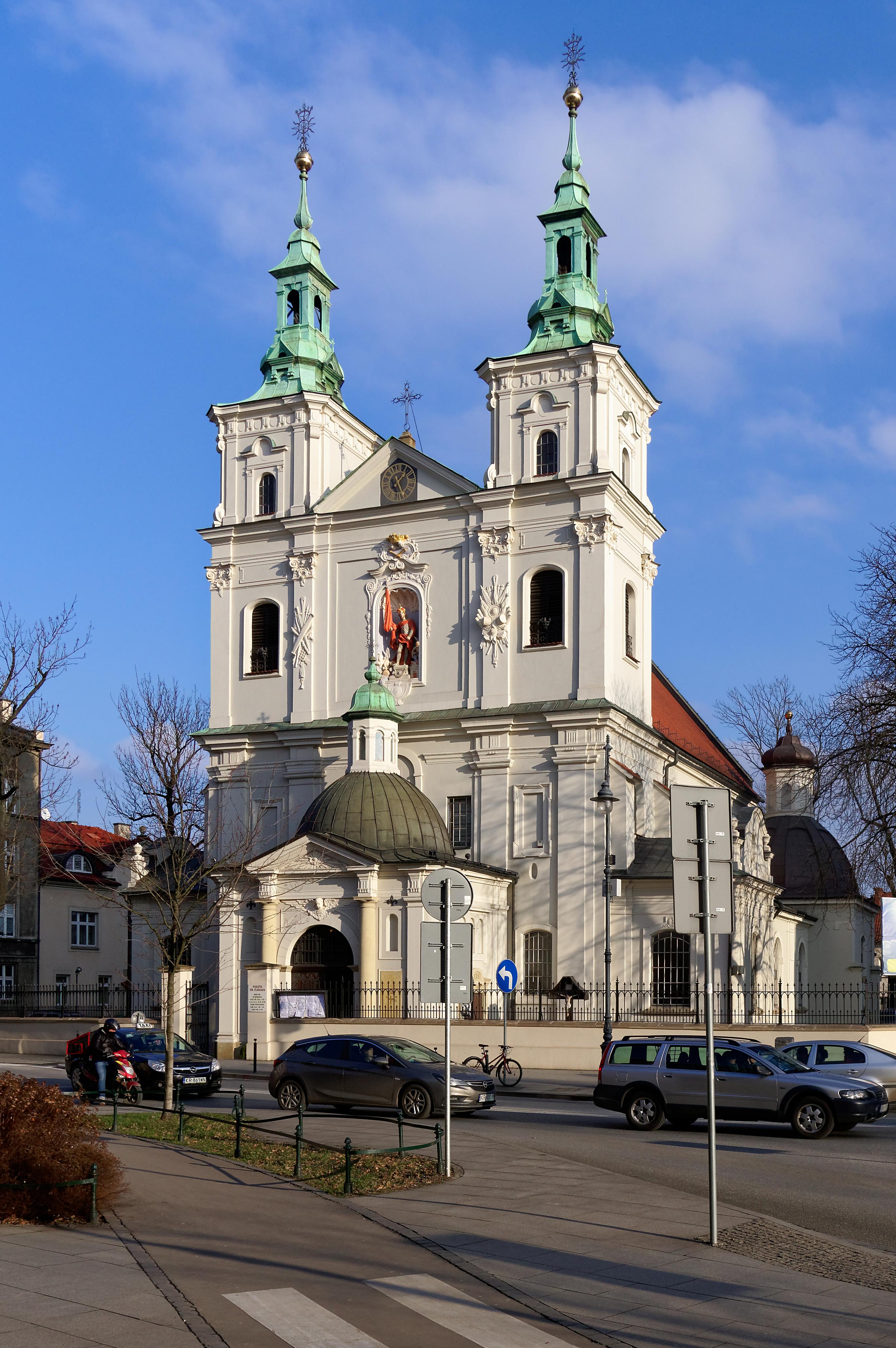
Nhà thờ Thánh Florian ở Kraków (2018)